# Commelle-Vernay
Commelle-Vernay este o comună în departamentul Loire din sud-estul Franței. În 2009 avea o populație de 2.805 de locuitori.

## Evoluția populației
| An        | 1975  | 1982  | 1990  | 1999  | 2006  | 2009  |
| --------- | ----- | ----- | ----- | ----- | ----- | ----- |
| Populație | 1.382 | 2.502 | 2.872 | 2.792 | 2.849 | 2.805 |